# Bełżec Wąskotorowy
Bełżec Wąskotorowy – zlikwidowana wąskotorowa stacja kolejowa we wsi Bełżec, w województwie lubelskim, w Polsce.